# Comuna Poljčane
Poljčane (Občina Poljčane) este o comună din Slovenia, cu o populație de 4.327 de locuitori (30.06.2007).

## Localități
Brezje pri Poljčanah, Čadramska vas, Globoko ob Dravinji, Hrastovec pod Bočem, Krasna, Križeča vas, Ljubično, Lovnik, Lušečka vas, Modraže, Novake, Podboč, Poljčane, Spodnja Brežnica, Spodnje Poljčane, Stanovsko, Studenice, Zgornje Poljčane